# Dialeurolonga elongata
Dialeurolonga elongata là một loài côn trùng cánh nửa trong họ Aleyrodidae, phân họ Aleyrodinae.
Dialeurolonga elongata được Dozier miêu tả khoa học đầu tiên năm 1928.